# Société des Grands Magasins
Die Société des Grands Magasins (SGM), gegründet 2018 in Lyon, ist eine französische Handelsgesellschaft, die sich auf den Betrieb von Einkaufszentren und  Warenhäusern spezialisiert hat. Sie hat Häuser eingeführter Konzerne wie Galeries Lafayette und Bazar de l'Hôtel de Ville (BHV) übernommen und modernisiert, die diese nicht mehr weiterbetreiben wollten.

## Geschichte
Die Gründer Maryline und Frédéric Merlin sind in Lyon geboren. Nach dem Studium erhielten sie 2012 einen Studenten-Kredit und gründeten Avenue Développement Immoblier. Nachdem ihre Eltern auch in die Firma eingetreten waren, gründeten sie 2018 SGM, um Einkaufszentren in Mittelstädten wie Lille, Mulhouse, Saint-Nazaire und Roubaix zu kaufen. 2021 übernahmen sie 7 Geschäfte der Lafayettes Gruppe: Dijon, Angers, Le Mans, Reims, Orléans, Limoges und Grenoble. Im Jahr 2023 beschäftigte SGM 2000 Angestellte und machte einen Umsatz von 700 Mio. €. In diesem Jahr übernahmen sie auch die BHV Filialen in Paris und Le Chesnay-Rocquencourt. Die Zentrale der Firma ist in Lyon.

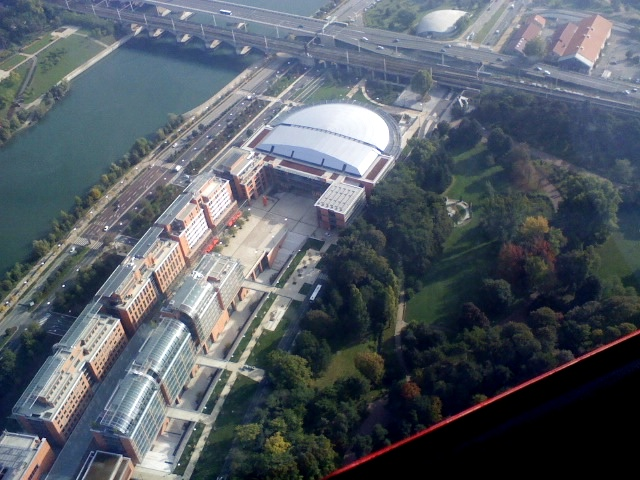
Lyon Cité international - Zentrale der SGM am Rhoneufer

Ab dem Jahr 2000 verschärfte sich die Krise der großen innerstädtischen Warenhäuser, nicht nur in Frankreich, sondern überall in Westeuropa und den USA. Traditionelle Häuser mussten schließen. SGM erklärte ihren Erfolg in diesen schwierigen Zeiten damit, dass sie sich auf Mittelstädte konzentriert und dort eingeführte Warenhäuser übernommen hat. Sie hat die Häuser modernisiert und das Angebot lokal ausgerichtet, der Service wurde ausgebaut. Zusammen mit den Gemeinden hat sie viel für die Wiederbelebung der Stadtzentren getan: Der Einkauf soll zu einem angenehmen Erlebnis werden.
2024 betrieb SGM die folgenden Einkaufszentren bzw. Warenhäuser: Okabé (Kremlin-Bicêtre), Porte Jeune (Mulhouse), Les Tanneurs (Lille), Espace Saint-Christophe (Tourcoing), Océanis (Saint-Nazaire), Galerie de l'Hôtel de Ville (Châlons-en-Champagne), Vaugirard (Paris), Espace Grand'Rue (Roubaix), Nîmes Étoile (Nîmes), Saint-Jaques (Metz), Galeries Lafayette (Angers, Reims, Le Mans, Limoges, Orléans, Dijon, Grenoble), BHV (Marais (Paris), Parly 2 (Le Chesnay-Rocquencourt)). SGM kauft meist auch die Immobilien der Kaufhäuser, wegen des hohen Kapitalbedarfs aber meist nicht sofort mit der Übernahme des Geschäfts, sondern oft in Raten.

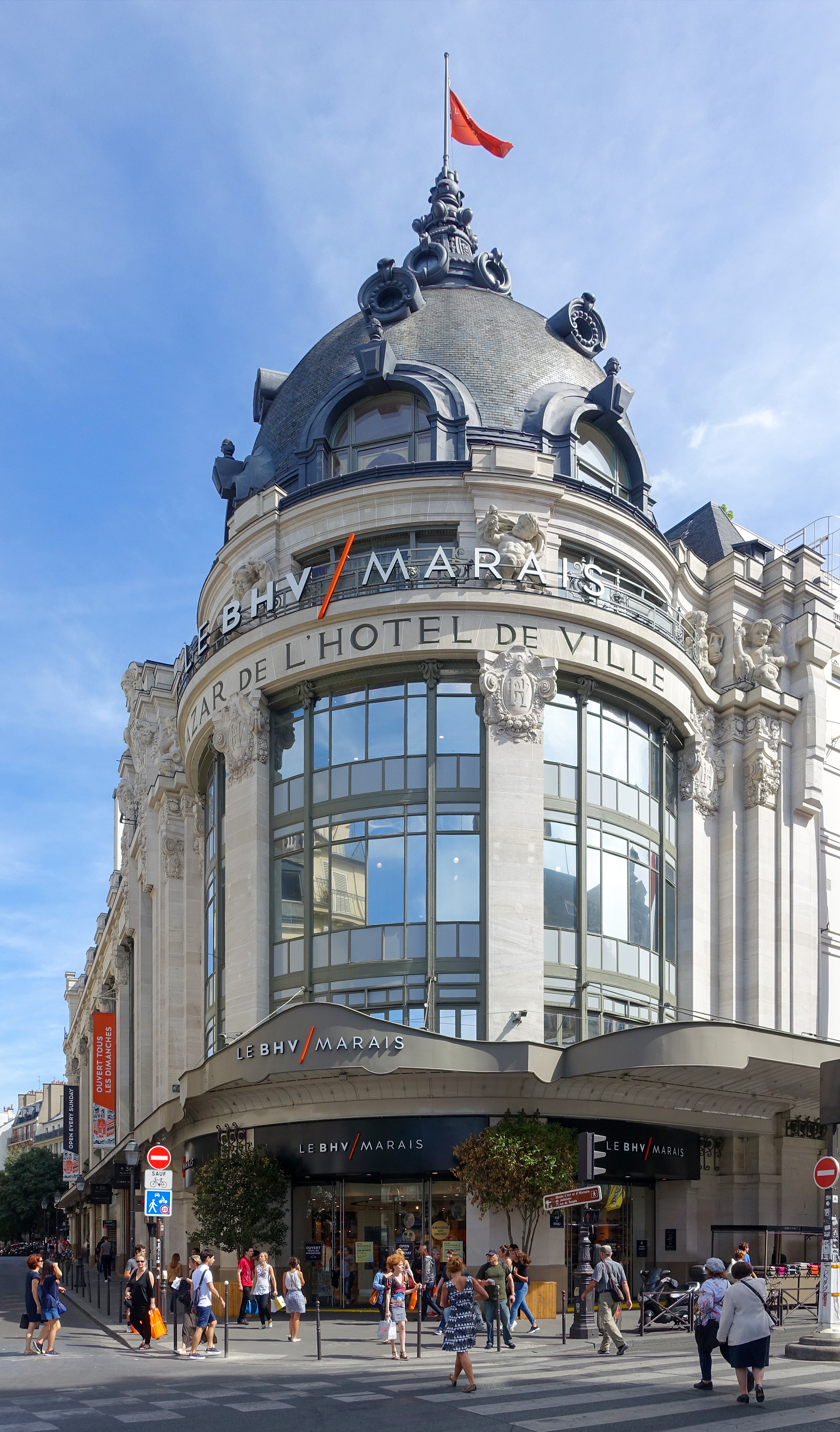
BHV Le Marais, Paris

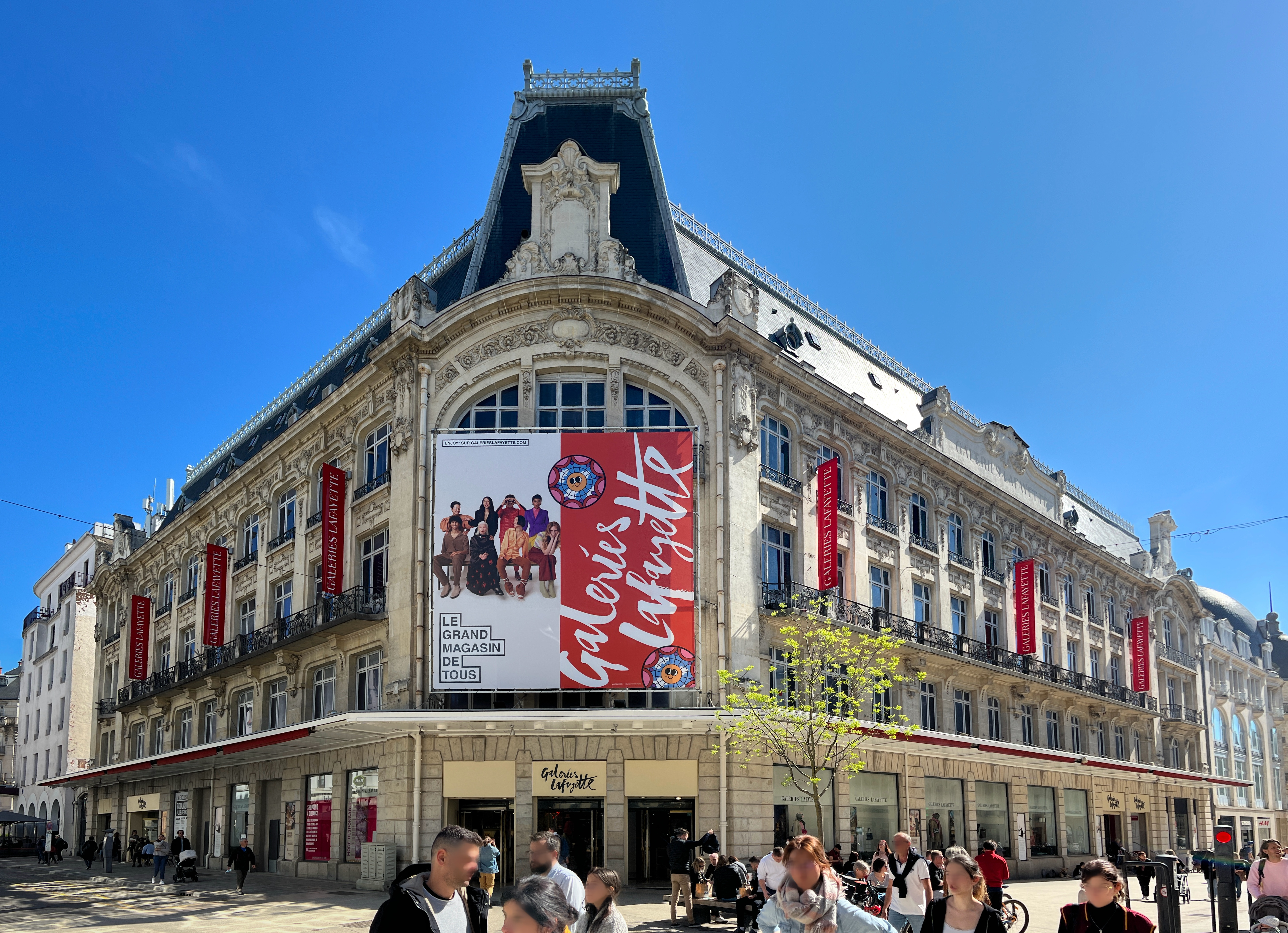
Galeries Lafayette

## Finanzzahlen
Eigene Zahlen für 2024: 20 Einkaufszentrenentren/Warenhäuser in Frankreich, 2000 Mitarbeiter, 427.000 m², 95 Mio. Kunden/Jahr.
Die SGM ist eine „société par actions simplifiée“ (vereinfachte Aktiengesellschaft). Für diese Art von Gesellschaften sind die Angaben im Handelsregister nur lückenhaft. Die Angaben 2022 für die Holding waren: zwischen 500 und 999 Angestellte, Umsatz von ca. 122 Mio. €.
Mit einem Vermögen von 50 Mio. € und belegen die Gründer Maryline und Frédéric Merlin den Platz 215 der reichsten Franzosen (2024).